# Немецкое общество орнитологов
Немецкое общество орнитологов (нем. Deutsche Ornithologische Gesellschaft, сокр. (DO-G)) — это научное общество, основанное в 1850 году для содействия развитию орнитологии.

## История
Общество было основано в октябре 1850 года при участии Иоганна Фридриха Науманна, Эдуарда Балдамуса и Ойгена (Евгения) Фердинанда фон Хомайера в Лейпциге. Оно вышло из возникшей в 1845 году орнитологической секции «Общества немецких натуралистов и врачей». Первое десятилетие своего существования между Эдуардом Балдамусом и Жаном Луи Кабанисом возник спор о том, какой журнал станет официальным изданием общества — «Naumannia» (издатель Бальдамус) или «Journal für Ornithologie» (издатель Кабанис). Спор достиг кульминационной развязки в 1867 году, когда Кабанис основал второе общество с названием «Немецкое орнитологическое общество» (Deutsche Ornithologische Gesellschaft). С 1870 по 1874 годы споры утихли, и оба общества объединились в мае 1875 года в Брауншвейге во «Всеобщее немецкое орнитологическое общество». Президентом стал Хомайер, который состоял в обоих обществах. Это общество активно существовало до 1944 года.
В 1949 году члены общества встретились и договорились возобновить деятельность общества. Так как это казалось вызовет большие трудности в советском секторе Берлина, решено было основать общество во Фрайбурге под его первоначальным названием «Немецкое общество орнитологов». В 1961 году штаб-квартира общества была перенесена из Восточного Берлина в Радольфцелль на Боденском озере. Новый устав предусматривал ни[уточнить] формальное наследование Общего Немецкого Орнитологического общества, еще объединение было законно возможно. По этой причине оба общества с идентичными правлениями и органами продолжают существовать до сегодняшнего дня. Поэтому при праздничном мероприятии в 2000 году в Лейпциге немецкие орнитологи напоминали как о 150-летнем существовании её научного общества, так и 50-й годовщине её основания (1950), а также 125[уточнить]. Юбилей Немецкого Орнитологического общества.

## Президенты общества
В первые годы правление обществом руководил комитет из 5—7 человек. У всех членов правления принципиально были те же права, что и у избранного председателя. Для первых годовых собраний собственный председатель заседания еще был выбран. В первые годы выбирали только председателя заседания.
- 1850-1857 — Иоганн Фридрих Науман
- 1850-1867 — Эдуард Балдамус
- 1867-1868 — Бернард Альтум
- 1868-1874 — Фердинанд фон Дросте[нем.]
- 1874 — Вильгельм Блазиус
- 1875 — Рудольф Блазиус[англ.]

Председатели (президенты)
- 1876-1883 — Ойген Фердинанд фон Хомайер
- 1883-1890 — Густав Хартлауб
- 1890-1891 — Фридрих Куттер[пол.]
- 1893-1901 — Бернард Альтум
- 1901-1907 — Рудольф Блазиус[англ.]
- 1907-1921 — Герман Шалов
- 1921-1926 — Фридрих фон Луканус[англ.]
- 1926-1936 — Оскар Хейнрот
- 1949-1967 — Эрвин Штреземан
- 1968-1973 — Гюнтер Нитхаммер
- 1974-1982 — Клаус Имельман[нем.]
- 1983-1985 — Петер Бертольд[нем.]
- 1986-1991 — Клаус Шмидт-Кениг[нем.]
- 1992-1997 — Вольфганг Вилчко[нем.]
- 1998-2001 — Роланд Принцингер[нем.]
- 2001-2012 — Франц Баирляйн[нем.]
- нынешний президент Stefan Garthe[нем.]

## Журналы общества
Общество издаёт два журнала. Основной — это «Journal of Ornithology», выходивший до 2003 года (до тома 144) под заголовком на немецком языке «Journal für Ornithologie». Он был основан в 1853 году и считается старейшим существующим орнитологическим специализированным журналом во всём мире.
Совместно с Институтом исследования птиц «Орнитологическая станция Гельголанда» в Вильгельмсхафене, «Орнитологической станцией Радольфцелль» Института орнитологии Общества Макса Планка, «Орнитологической станцией Хиддензе» Грайфсвальдского университета и «Центром окольцовывания Хиддензе» общество издаёт также журнал «Vogelwarte».
Каждый год общество проводит ежегодное заседание в разных университетах. Оно регулярно предоставляет как гранты для финансирования исследовательских проектов, так и вручает награды за выдающиеся научные работы. Общество является инициатором создания «Союза немецких авифаунистов», объединившего 8—9 тыс. полевых орнитологов и наблюдателей птиц по всей Германии. Оно тесно связано, не в последнюю очередь через свои проектные группы, с многочисленными немецкими и международными исследовательскими институтами и организациями по охране природы.

## Награды общества
- Премия Эрвина Штреземана[нем.]
- Hans-Löhrl-Preis[нем.]
- Maria-Koepcke-Preis[нем.]